# Prionochilus maculatus
El picaflores moteado o pica flor de garganta amarilla (Prionochilus maculatus) en una especie de ave del género Prionochilus perteneciente a la familia Dicaeidae.

## Distribución y hábitat
Se encuentra en Brunéi, Indonesia, Birmania, Singapur y Tailandia. Sus hábitats naturales son los bosques de montano tropicales y subtropicales.

## Subespecies
Prionochilus maculatus posee cuatro subespecies:
- Prionochilus maculatus maculatus.
- Prionochilus maculatus natunensis.
- Prionochilus maculatus oblitus.
- Prionochilus maculatus septentrionali.